# Municipalité de San Pedro del Gallo
La municipalité de San Pedro del Gallo est un des 39 municipalités de l'État de Durango au nord-ouest du Mexique. Son chef-lieu est le village de San Pedro del Gallo.

## Géographie
San Pedro del Gallo se trouve au nord-est de l'état de Durango.
L'extension territoriale de San Pedro del Gallo est de 2 008,3 km2 ce qui représente 1,67 % du total du territoire de Durango.

### Orographie et hydrographie
Le territoire de San Pedro del Gallo est majoritairement plat, bien qu'ils existent de petites collines peu importantes qui le traversent dans le sens nord-sud, la principale étant la Sierra du Rosaire qui se trouve à l'ouest de la municipalité. D'autres reliefs sont : les serranías de Peñoles, le Volcan des Berrendos et la sierra de Huachichiles.
Il n'existe pas de cours d'eau d'importance dans le territoire, la plupart sont des petits ruisseaux saisonniers qui forment l'Arroyo de Naicha dans la municipalité voisine de San Luis del Cordero. Le territoire de San Pedro del Gallo se divise en trois différents bassins et en deux régions hydrologiques : le nord-ouest du territoire appartient au bassin Arroyo La India-Laguna Palomas et à la Région hydrologique  Mapimí, la zone nord-est appartient au bassin rio Nazas-Torreón et la moitié sud du territoire au bassin río Nazas-Rodeo, les deux appartenant à la Région hydrologique Nazas-Aguanaval.

### Climat et écosystèmes
Le climat de San Pedro del Gallo se divise en trois classes : la zone occidentale a un climat semi-désertique tempéré, une zone du centre et du nord-est a un climat désertique tempéré et enfin la zone du sud-est a un climat semi-désertique très chaud. La température moyenne annuelle du secteur sud-est de San Pedro del Gallo est de 18 °C à 20 °C et dans le reste du territoire elle est de 16 °C à 18 °C. Les précipitations pluviale moyennes annuelles de la zone occidentale sont de 400 mm à 500 mm, au sud-est de 200 mm à 300 mm et dans le reste de la zone centrale de 300 mm à 400 mm,,.
La flore de la municipalité se divise entre une ample zone pastorale dans la moitié occidentale et une zone matorral dans la zone orientale; les principales espèces végétales sont : gouverneuse, mezquite, lechuguilla, ocotillo entre autres. Les principales espèces animaux sont le puma, le lynx roux, l'écureuil, le sanglier, le coyote, les serpents, le lièvre et le grand géocoucou.

## Démographie
La population de San Pedro del Gallo selon le Recensement de Population et Logement de 2010 mené par l'Institut National de Statistique et Géographie est d'un total de 1 709 habitants, dont 875 sont des hommes et 834 sont des femmes.

### Localités
La municipalité de San Pedro del Gallo compte 26 localités dont les principales sont les suivantes :
| Localité            | Population |
| Totale Commune      | 1 709      |
| San Pedro del Gallo | 634        |
| Santo Domingo       | 215        |
| El Casco            | 200        |
| Cuba                | 165        |
| Peñoles             | 94         |